# Choi Sung-eun
Đây là một tên người Triều Tiên, họ là Choi.
Choi Sung-eun (Hangul: 최성은, Hanja: 崔成垠, Hán-Việt: Thôi Thành Ngân; sinh ngày 17 tháng 6 năm 1996) là một nữ diễn viên người Hàn Quốc trực thuộc công ty giải trí Ace Factory. Cô được biết đến qua các vai diễn trong các bộ phim truyền hình như SF8, Vượt ra tội ác và Annarasumanara: Thanh âm của phép thuật.

## Tiểu sử
Choi Sung-eun sinh ngày 17 tháng 6 năm 1996 tại Seoul, Hàn Quốc. Gia đình Choi Sung-eun bao gồm bố mẹ cô, anh trai và em trai. Cô theo học trường Trung học Nghệ thuật Kaywon Khoa Sân khấu và Điện ảnh trước khi được nhận vào Khoa diễn xuất của Đại học Nghệ thuật Quốc gia Hàn Quốc năm 2015.

## Sự nghiệp
Choi Sung-eun bắt đầu tham gia diễn xuất trong các bộ phim ngắn và là một nữ diễn viên sân khấu tại Trung tâm Nghệ thuật Doosan. Năm 2018, cô đóng vai Autumn, một cô gái đang chờ ghép tạng trong vở kịch Grain in the Blood. Khi còn là sinh viên đại học, Choi Sung-eun đã xuất hiện trên trang bìa của tạp chí đại học nổi tiếng, tạp chí Life Magazine College Tomorrow's 853 dành cho độ tuổi 20, tạp chí này đã thu hút sự chú ý của các người trong ngành và nhiều công ty quản lý khác nhau. Tháng 7 năm 2018, Choi Sung-eun chính thức ký hợp đồng độc quyền với SALT Entertainment, bắt đầu sự nghiệp với tư cách là một nữ diễn viên tân binh.
Choi Sung-eun đã nhận được vai chính đầu tiên sau khi vượt qua buổi thử vai cho bộ phim hài Trẻ trâu khởi nghiệp (2019), trong phim cô đóng vai cô gái tóc đỏ So Kyung-joo. Với màn trình diễn xuất sắc, cô đã giành giải Nữ diễn viên mới xuất sắc nhất tại Liên hoan phim Chunsa và một đề cử khác ở Giải thưởng Điện ảnh Buil ở Hàn Quốc.
Năm 2020, Choi Sung-eun xuất hiện trong phim ngắn Nipple War 3. Tháng 4 cùng năm, cô ra mắt CRT thông qua bộ phim truyền hình SF8: Joan's Galaxy (Tập 3) của đài MBC. Vai chính đầu tiên của cô trong một bộ phim Ten Months cũng được trình chiếu trong Liên hoan phim Quốc tế Jeonju lần thứ 21 với hạng mục "Điện ảnh Hàn Quốc". tháng 8 năm 2020, Choi Sung-eun ký hợp đồng độc quyền với Ace Factory.
Năm 2021, Choi Sung-eun tham gia bộ phim truyền hình Vượt ra tội ác của đài JTBC với vai chủ cửa hàng bán thịt Manyang, Yoo Jae-yi, đánh dấu sự ra mắt trên màn ảnh nhỏ. Sau màn trình diễn trong vai Yoo Jae-yi, Choi Sung-eun đã được đề cử cho Giải thưởng Nghệ thuật Baeksang lần thứ 57 ở hạng mục Nữ diễn viên mới xuất sắc nhất – Truyền hình. Tháng 4, cô tham gia loạt phim của Netflix, Annarasumanara: Thanh âm của phép thuật, vào vai Yoon Ah-yi, hợp tác cùng Ji Chang-wook và Hwang In-yeop với vai chính đầu tiên trong một bộ phim truyền hình dài tập. Cuối tháng 8 năm 2021, Choi Sung-eun được chọn tham gia một bộ phim của Wave Gentleman với vai công tố viên Kim Hwa-jin, dự kiến phát sóng vào năm 2022, cô hợp tác cùng Joo Ji-hoon và Park Sung-woong. Cuối tháng 10, bộ phim Ten Months của cô được công chiếu tại các rạp phim.

## Danh sách phim

### Phim điện ảnh
| Năm  | Tựa đề               | Vai          | Ghi chú   | Ng.           |
| ---- | -------------------- | ------------ | --------- | ------------- |
| 2019 | Trẻ trâu khởi nghiệp | So Kyung-joo | Vai phụ   | [ 21 ]        |
| 2021 | Ten Months           | Choi Mi-rae  | Vai chính | [ 22 ] [ 23 ] |
| 2022 | Gentleman            | Kim Hwa-jin  | Vai chính | [ 24 ] [ 25 ] |
| 2024 | Ro Ki Wan            | Marie        | Vai chính | [ 26 ]        |

### Phim truyền hình
| Năm  | Tựa đề                                  | Kênh    | Vai        | Ghi chú   | Ng.           |
| ---- | --------------------------------------- | ------- | ---------- | --------- | ------------- |
| 2020 | SF8: Joan's Galaxy                      | MBC     | Yi-oh      |           |               |
| 2021 | Vượt ra tội ác                          | JTBC    | Yoo Jae-yi | Vai phụ   | [ 27 ]        |
| 2022 | Annarasumanara: Thanh âm của phép thuật | Netflix | Yoon Ah-yi | Vai chính | [ 18 ] [ 28 ] |

### Phim ngắn
| Năm  | Tựa đề          | Vai      | Ghi chú   | Ng.           |
| ---- | --------------- | -------- | --------- | ------------- |
| 2019 | Graduation Film | Chae-eun | Vai chính | [ 29 ]        |
| 2019 | The Dog Days    | Jae-ha   | Vai chính | [ 30 ]        |
| 2019 | Pus             | Eun-soo  | Vai chính | [ 31 ]        |
| 2020 | Nipple War 3    | Yong     | Vai chính | [ 32 ] [ 33 ] |

### Chương trình truyền hình
| Năm  | Kênh  | Tên chương trình      | Tập | Ghi chú            | Ng.    |
| ---- | ----- | --------------------- | --- | ------------------ | ------ |
| 2022 | TVING | Young Actors' Retreat | –   | Thành viên cố định | [ 34 ] |

## Danh sách đĩa nhạc
| Tên                                                                      | Năm  | Album                       | Ng.           |
| ------------------------------------------------------------------------ | ---- | --------------------------- | ------------- |
| "My Dream Family" (꿈꾸는 나의 집)                                       | 2022 | Thanh âm của phép thuật OST | [ 35 ] [ 36 ] |
| "Don't Make Me Dream" (나를 꿈꾸게 하지 마세요)                          | 2022 | Thanh âm của phép thuật OST | [ 35 ] [ 36 ] |
| "Merry-Go-Round" (회전목마) (hợp tác cùng Ji Chang-wook)                 | 2022 | Thanh âm của phép thuật OST | [ 35 ] [ 36 ] |
| "Annarasumanara" (아저씨. 마술을 믿으세요?) (hợp tác cùng Ji Chang-wook) | 2022 | Thanh âm của phép thuật OST | [ 35 ] [ 36 ] |
| "Have A Good Night" (잘자) Hong Jung-min                                 | 2022 | Thanh âm của phép thuật OST | [ 35 ] [ 36 ] |
| "Consolation" (위로)                                                     | 2022 | Thanh âm của phép thuật OST | [ 35 ] [ 36 ] |
| "I, As A Grown Up Or A Child" (어른과 아이)                              | 2022 | Thanh âm của phép thuật OST | [ 35 ] [ 36 ] |

## Nhạc kịch
| Năm  | Tựa đề                         | Vai    | Ng.    |
| ---- | ------------------------------ | ------ | ------ |
| 2018 | Grain in the Blood (피와 씨앗) | Autumn | [ 37 ] |

## Giải thưởng và đề cử
| Giải thưởng                                | Năm  | Hạng mục                                     | Tác phẩm đề cử/Người nhận | Kết quả   | Ng.                  |
| ------------------------------------------ | ---- | -------------------------------------------- | ------------------------- | --------- | -------------------- |
| APAN Star Awards                           | 2022 | Nữ diễn viên mới xuất sắc nhất               | Vượt ra tội ác            | Đề cử     | [ 38 ]               |
| Baeksang Arts Awards                       | 2021 | Nữ diễn viên mới xuất sắc nhất – Truyền hình | Vượt ra tội ác            | Đề cử     | [ 17 ] [ 39 ] [ 40 ] |
| Baeksang Arts Awards                       | 2022 | Nữ diễn viên mới xuất sắc nhất – Điện ảnh    | Ten Months                | Đề cử     | [ 41 ]               |
| Buil Film Awards                           | 2020 | Nữ diễn viên mới xuất sắc nhất               | Trẻ trâu khởi nghiệp      | Đề cử     | [ 42 ]               |
| Buil Film Awards                           | 2022 | Nữ diễn viên mới xuất sắc nhất               | Ten Months                | Đoạt giải | [ 43 ]               |
| Chunsa Film Art Awards                     | 2020 | Nữ diễn viên mới xuất sắc nhất               | Trẻ trâu khởi nghiệp      | Đoạt giải | [ 44 ]               |
| Stage Talk Audience's Choice Awards (SACA) | 2018 | Nữ diễn viên sân khấu mới xuất sắc nhất      | Grain in the Blood        | Đề cử     | [ 45 ]               |